# Synegia obscura
Synegia obscura là một loài bướm đêm trong họ Geometridae.